# Hemeroblemma acronias
Hemeroblemma acronias là một loài bướm đêm trong họ Erebidae.